# Maïté Piva
Maïté Piva Davidovi (ur. 14 lutego 1980) – francuska zapaśniczka walcząca w stylu wolnym. Zajęła piętnaste miejsce na mistrzostwach świata w 2006. Siedemansta na mistrzostwach Europy w 2007. Piąta na igrzyskach śródziemnomorskich w 2013. Ósma w Pucharze Świata w 2011.
Mistrzyni Francji w 2008 i 2013; druga w 2005, 2007, 2011 i 2012, a trzecia w 2003, 2004, 2006 i 2017 roku.